# مارتانفيل (كيبك)
مارتانفيل (كيبك) (بالإنجليزية: Martinville, Quebec)‏ هي بلدية محلية في كيبيك تقع في كندا في كوتيكوك، كيبك ‏. يقدر عدد سكانها بـ 469 نسمة ومساحتها 48.40 كم2 .